# トリートーニス湖

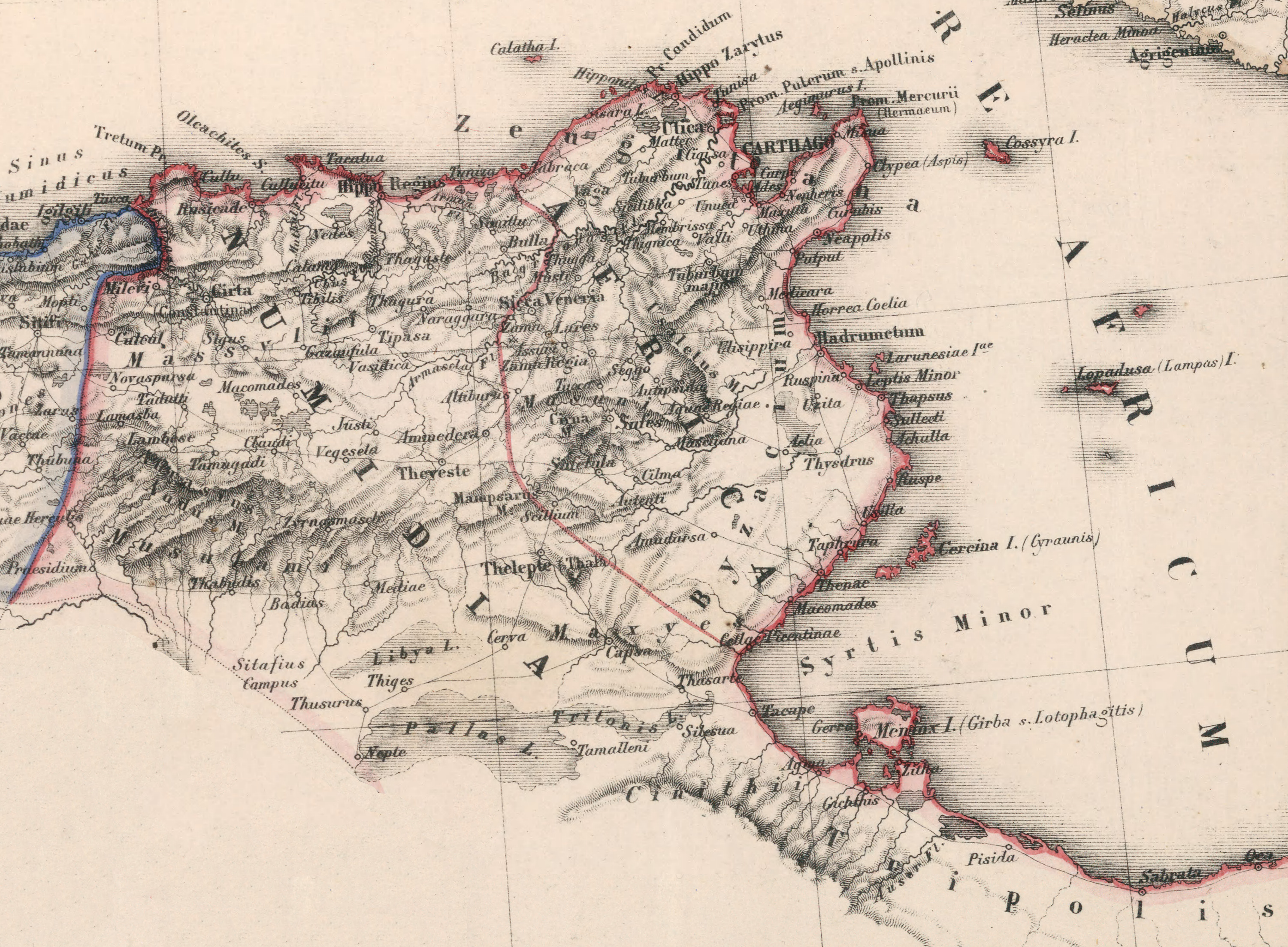
古代ヌミディアの地図（Atlas Antiquus (1869)より）。小シルティス西の内陸部、現在のジェリド湖のあたりに、Pallas L. Tritonis L.と書かれている。

トリートーニス湖（トリートーニスこ、ギリシア語: Τριτωνίδα λίμνην）は、古代ギリシアの文献に記されている伝説的な湖。北アフリカにあったとされる。長音を省略したトリトニス湖の表記もある。
紀元前5世紀の歴史家ヘロドトスの『歴史』（4巻178-180）によれば、トリートーニス湖はリビュア沿岸に位置し、トリートーン河という名の大河が注ぎ込む巨大な湖水である。湖中にはプラという島があり、スパルタ人が神託に基づき植民していたという。湖の周辺では、トリートーン河を境界としてマクリュエス人とアウセエス人が住んでいた。
淡水湖であったらしく、ヘロドトスと同時代のギリシア悲劇詩人エウリピデスは、『イオン』872行目において、登場人物のクレウーサに「水清きトリートーニス」と歌わせている。

## 湖の規模と消失

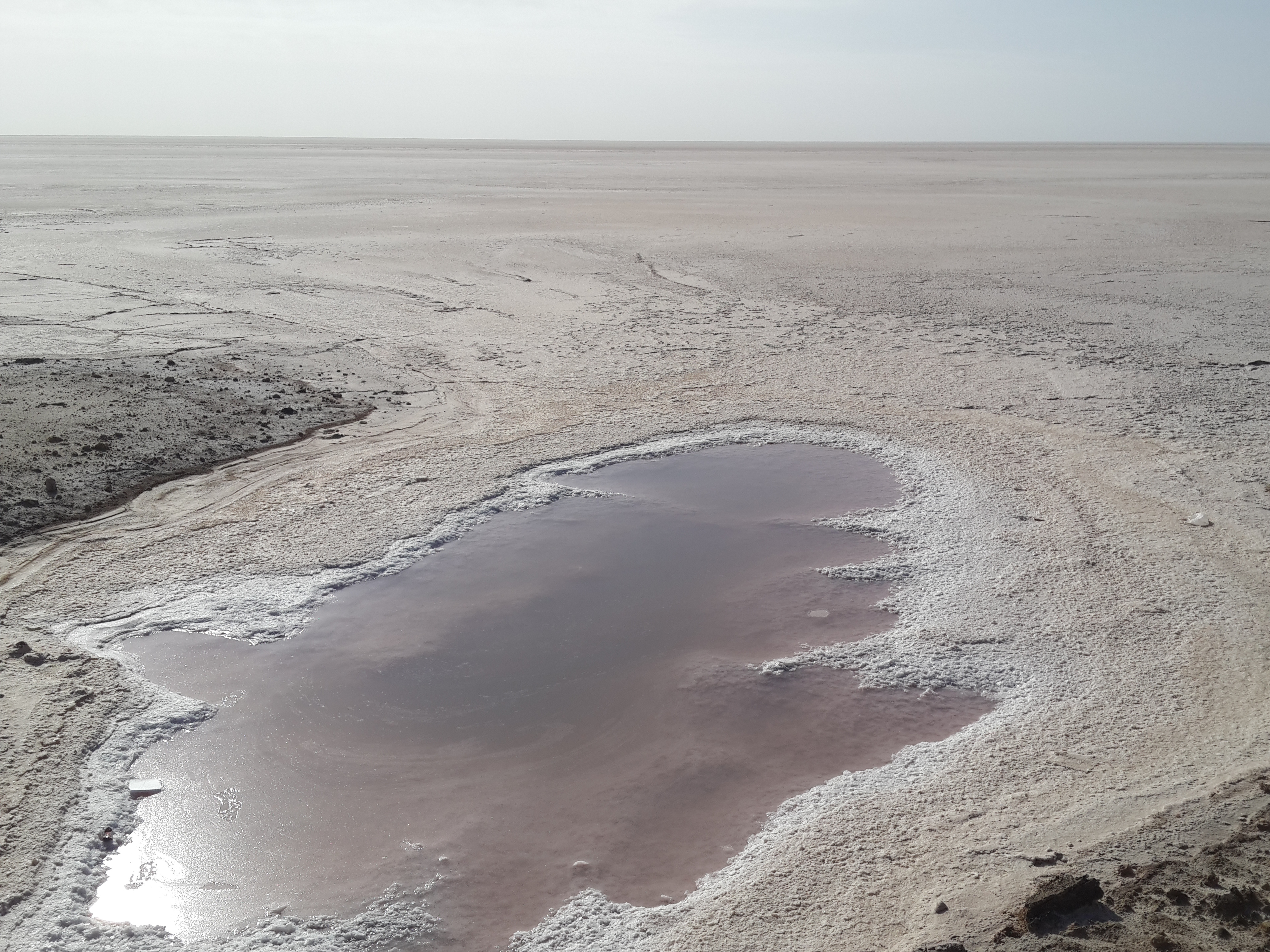
現在のジェリド湖

イギリスの詩人ロバート・グレーヴス（1895年 - 1985年）は、かつてトリートーニス湖は数千平方マイルにわたってリビュア低地を覆い、北に延びてシルテ西湾（ガベス湾）につながっていたと想定している。紀元前6世紀末から前5世紀初頭にかけての地誌記述家スキュラクスは、これを「トリートーニス湾」と名付けていた。新石器時代には、アトランティス人たちの国々を沈めた巨大な内海だったともいう。
グレーヴスは、スキュラクスのころにはまだ900平方マイルの広さがあった湖は、現在では干上がってしまい、わずかにジェリド湖（現在のチュニジア）とメルリール湖（現在のアルジェリア北東部）という2つの塩沢が残っているのみとする。
また、湖の消失について、紀元前1世紀の歴史家シケリアのディオドロスは、度重なる地震がこの地を襲い、その結果として、海沿いのリビアの地域はトリートーニス湖を呑み込み、湖はついにその姿を消したと述べている。グレーヴスはこれについて、ディオドロスの時代には湖は存在していたのであり、正しくは「地中海西部に起きた度重なる地震の結果として、海がリビュアの一部分を呑み込み、トリートーニス湖を作り出した」と推測している。

## トリートーニス湖にまつわる神話

### アテーナーの誕生
ギリシア神話においては、女神アテーナーはゼウスとメーティスの娘とされる。しかし、メーティスから生まれる男子は天空の支配者になるとガイアが予言したため、自分の没落を恐れたゼウスはメーティスを飲み込んでしまった。月が満ち、トリートーニス湖のほとりを通りかかったときにゼウスは激しい頭痛に襲われた。ヘーパイストスが斧でゼウスの額を割ると、頭頂部からアテーナーが完全武装した姿で飛び出した。
これが、アテーナーが「トリートゲネイア」と呼称される由来である。
この話はリビュアでは、アテーナーはポセイドーンとトリートーニス湖の娘であったが、父に対して含むところがあってゼウスのもとへ身を寄せ、ゼウスがアテーナーを自分の娘としたと伝えられている。アテーナーの目がポセイドーン同様に青いのはこのためである。
ヘレニズム時代には、湖の神はトリートーン、その娘はパラスとされた。

### アルゴナウタイとトリートーン
アルゴナウタイが乗ったアルゴー船がコルキスからの帰途、大嵐のためにシュルティス（現在のガベス湾）に吹き寄せられたとき、リビュエーの3人の娘たちが、それまで彼らを運んでくれた船に対して、船を背負うことでこの恩に報いるよう助言した。そこで乗組員たちは船を担いで12日間渇きに苦しめられながら運び、トリートーニス湖にたどり着いた。ここで彼らはトリートーンに迎えられ、トリートーンは船を曳いて海に押し出した。
このとき、トリートーンはエウペーモスに土塊を与え、タイナロン岬付近の海中にこれを投ずれば4代目の子孫がリビュアの支配者になるだろうと予言した。しかしそれはタソス島のそばで海中に落ち、このためにバットスがキュレネの支配者となった。土塊からはテーラ島が生じたという。
これに対して、ヘロドトスは次のような異説を伝えている。アルゴー船が完成し、イアーソーンらが豪華な生贄とともに青銅製の鼎を船に積み込み、デルポイをめざして出港したところ、マレアー岬のあたりで北風に押し流され、リビュアのトリートーニス湖の浅瀬に乗り上げてしまった。そこにトリートーンが現れ、海に出る水路を教える代わりに鼎を要求した。イアーソーンが申し出を受けると、トリートーンは鼎を自分の社に据え、アルゴー船の乗組員の子孫がこの鼎を持ち帰ったときには、トリートーニス湖をめぐって100のギリシアの町が建てられるだろうと託宣を下した。これを聞いたリビュア人たちは、その鼎を隠したという。

### ペルセウスとグライアイ
英雄ペルセウスのメドゥーサ退治の際、彼はポルキュスの娘たちであるグライアイのところへ行った。グライアイは3人で一つの眼、一つの歯しか持たなかったので、ペルセウスはこれを奪って道を教えることを要求した。グライアイに道を教わったペルセウスは眼と歯を返した。しかし、一説にはこのとき、ペルセウスは逃げながら眼をトリートーニス湖に投げ捨てたともいう。